# Лазар Продановић
Лазар Продановић (Јелах, Братунац, 1. март 1957) је српски политичар, први човјек Савеза независних социјалдемократа (СНСД) у Зворнику и доктор.

## Биографија
Лазар Продановић рођен је 1. марта 1957. године од оца Милорада и мајке Љубинке. Рођен је у малом мјесту код Братунца. 1982. године је дипломирао на Медицинском факултету у Тузли. Затим се 1987. године запошљава у Општој болници Зворник, да би у наредних четрнаест година напредовао од доктора до директора Здравственог центра Зворник. Своју политичку каријеру Продановић започиње 1996. године у Социјалистичкој партији. Као њен посланик улази у Народну скупштину Републике Српске. Након четири године прелази у Демократску социјалистичку партију, а члан Савеза независних социјалдемократа је од 2002. године. Затим 2006. године постаје заступник у Парламентарној скупштини Босне и Херцеговине. На Општим изборима 2014. године је освојио мандат у Представничком дому Парламента Босне и Херцеговине као кандидат СНСД-а.

## Страначка припадност
| Странка                                             | Мјесто | Година     |
| --------------------------------------------------- | ------ | ---------- |
| Социјалистичка партија Републике Српске             | Члан   | 1996-2000  |
| Демократска социјалистичка партија Републике Српске | Члан   | 2000-2002  |
| Савез независних социјалдемократа                   | Члан   | 2002-данас |

## Приватни живот
Лазар Продановић је ожењен и са супругом Божаном има двоје дјеце, сина Владилена и ћерку Виолету.